# ذهصناء
الذهصناء (الاسم العلمي:Rhamnochrysis) هي جنس من الأسناخ الصبغية تتبع الفصيلة الذهبقية من رتبة الذهبقيات.